# Tormos (barri de València)
Tormos és un barri de la ciutat de València que pertany al districte de La Saïdia.
Està situat al nord de la ciutat. Limita al nord amb l'avinguda del Dr. Peset Aleixandre que el separa del barri de Torrefiel (Rascanya), a l'est amb l'avinguda de la Constitució que el separa del barri de Sant Antoni (La Saïdia), al sud amb l'antic traçat ferroviari del trenet de València (hui integrat dins el Parc de Marxalenes), que el separa del barri de Marxalenes (La Saïdia) i a l'oest novament amb l'avinguda del Dr. Peset Aleixandre que el separa del veí barri i districte de Benicalap.
La seua població en 2009 era de 9.209 habitants.

## Nom
El nom del barri es correspon a la Séquia de Tormos, ja que un ramal del seu "Braç de Benicalap" regava gran part dels camps d'horta que poblaven la zona nord i oest de l'actual barri.

## Història
Les terres del barri de Tormos antigament formaven part de les marjals o aiguamolls del poblat veí de Marxalenes. El seu nom prové de la Séquia de Tormos, pero en realitat les terres de l'actual barri eren regades per aigües de les tres séquies històriques de L'Horta Nord de València: Tormos, Rascanya i Mestalla. Aquestes séquies van ser construïdes en l'època de la València musulmana i formen part del Tribunal de les Aigües. El nord-oest del barri era regat per ramals del Braç de Benicalap de la Séquia de Tormos, el sud era regat pel Braç del Golero de la Séquia de Mestalla i al nord-est naixien el Braç de Sant Miquel i el Braç de Guatla de la Séquia de Rascanya.
El barri limitava a l'est amb l'històric Camí Real de Morvedre, en l'actualitat el carrer de Sagunt, important via de comunicació al nord de la ciutat de València cap a la comarca del Camp de Morvedre i la seua capital, Sagunt. Aquest camí correspon amb un tram de la Via Augusta romana que durant la fundació de la ciutat (138 aC) travessava València de nord a sud.
Al carrer de Sagunt naixia del Camí de Montcada que connectava la ciutat amb la població de Montcada a la comarca de L'Horta Nord, i travessava el barri de Tormos de sud a nord. En l'actualitat es pot vore part de l'inici del camí a l'altura de l'encreuament entre l'avinguda de la Constitució i el carrer de Maximilià Thous.
Al nord el barri limita amb l'antic Camí de Trànsits, camí de circumval·lació de la ciutat, urbanitzat el 1902, que en l'actualitat correspon a l'avinguda del Dr. Peset Aleixandre. A l'extrem nord-est estava situada la caseta del "fielato", nom popular de les casetes on es feia el cobrament de les taxes municipals pel trànsit de mercaderies a tots els visitants que volien entrar a la ciutat pel carrer de Sagunt i per la seua via paral·lela, l'actual avinguda de la Constitució. Al lloc on estava situada la caseta, hi ha hui uns blocs d'edificis dels últims anys segle XX coneguts com el Barri Ideal.

## Elements importants

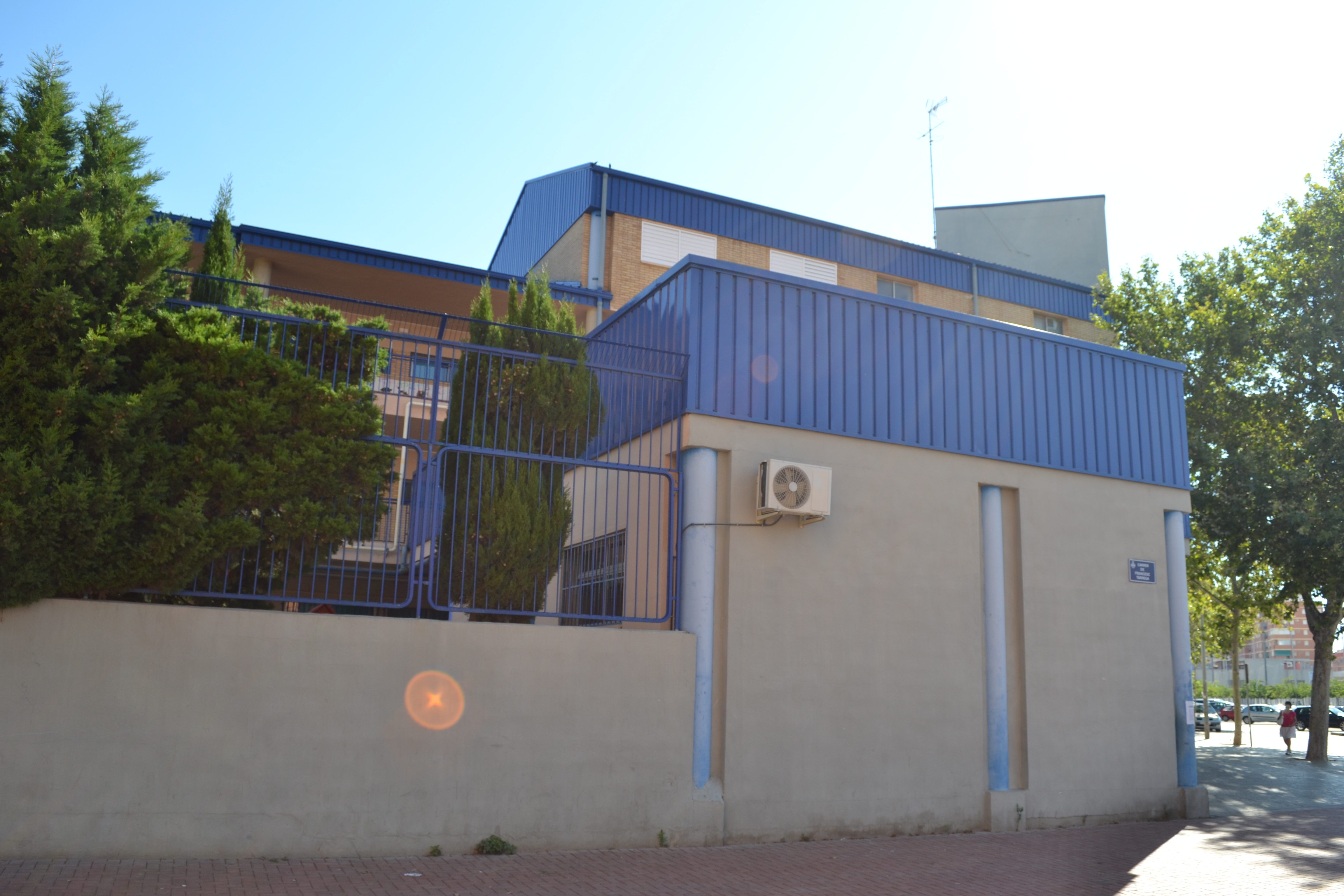
Col·legi Comenius.
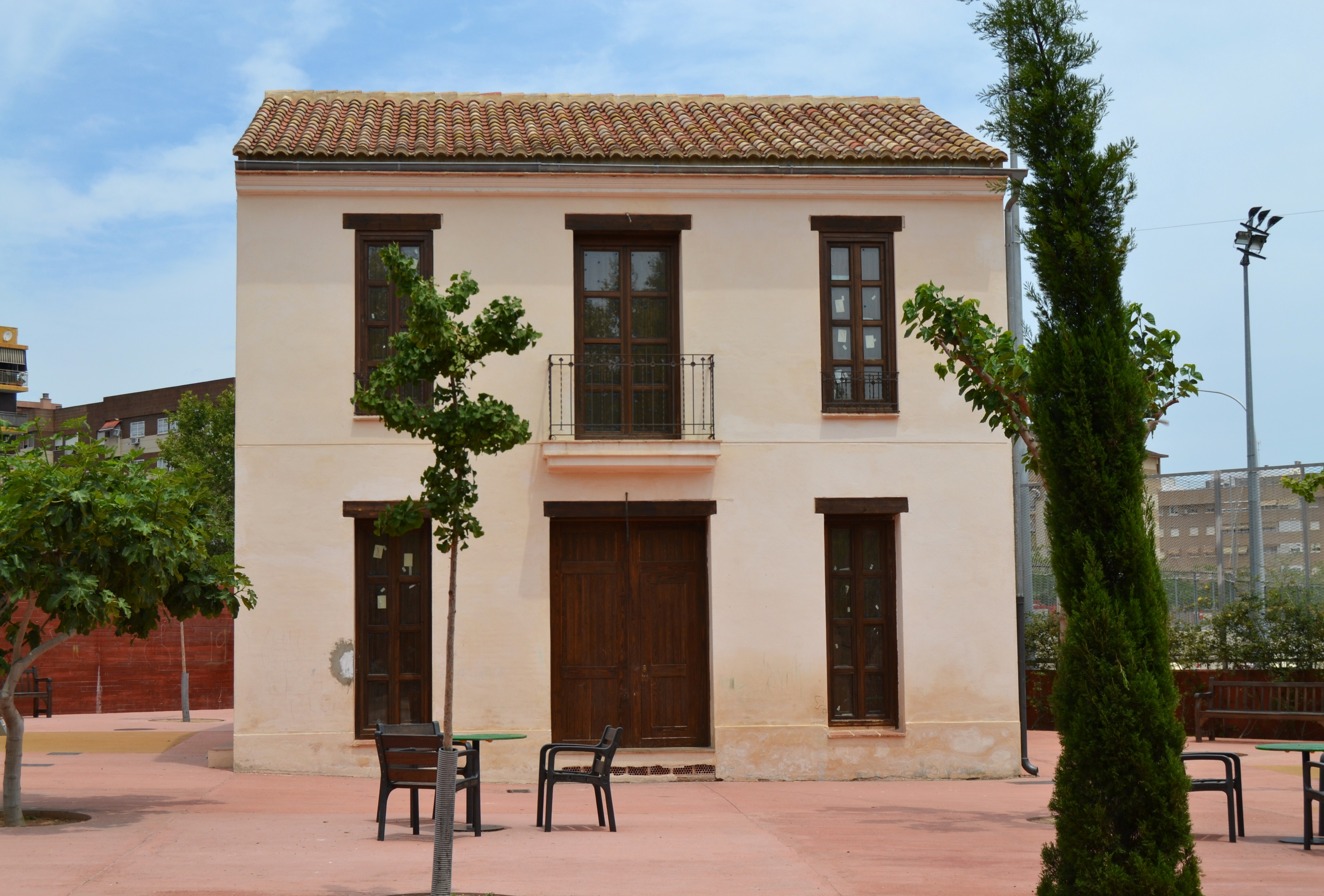
Casa de Voro, al Parc de Marxalenes però dintre el barri de Tormos.

El complex esportiu i el camp de futbol de Marxalenes estan situats dins el barri de Tormos. El centre educatiu Juan Comenius i l'institut públic d'El Clot formen l'oferta educativa a Tormos.
L'antic col·legi del Pare Jofre a la plaça de Roncesvalles en l'actualitat és una Comissaria de Policia de Trànsits.

## Transports
Les estacions de Reus i Marxalenes de la línia 4 del tramvia de MetroValencia són les més pròximes al barri.